# Bussurel
Bussurel era una comuna francesa que estaba situada en el departamento de Alto Saona, de la región de Borgoña-Franco Condado, que en 1972 pasó a formar parte de la comuna de Héricourt, como comuna asociada.
El 1 de enero de 2019 pasó a ser una comuna delegada de Héricourt.

## Demografía
| Gráfica de evolución demográfica de Bussurel entre 1793 y 1968 |
|                                                                |
| Datos según el nomenclátor publicado por la EHESS/Cassini.     |